# Ukana 5
Ukana 5: Enigma Alfa (1987) je vojni roman pisatelja Toneta Svetine. Je nadaljevanje predhodnih štirih knjig, katerih tema je druga svetovna vojna na Slovenskem. Roman je razdeljen na osem delov.

## Vsebina

### 1. del:Vračanje
Partizanski oficir Erich in nemški industrialec Helmuth Wolf sta odšla na počitnice na Pokljuko, kjer so radi lovili peteline. Sabo sta vzela Erichovo tajnico Inge. Veliko so se pogovarjali in obujali spomine na vojno. Helmuth je tudi povedal Erichu za potopljeno zlato v Blejskem jezeru. Wolf je šel na obisk k tovarišu Alfi, s katerim sta se pogovarjala o njunih vlogah med vojno in po vojni. 

### 2. del:Drevo nad propadom
Nad prepadom je v kamenje zraslo drevo, katerega je narava obsodila na smrt. Vojko Sever je pisal tretjo knjigo Ukane. Zavedal se je da je upornik in da bo njegovo pisanje v skladu z osnovnimi razpoloženji usode drevesa nad prepadom. S Primožem sta hodila v hribe, kjer sta veliko razmišljala in se spraševala o motu, pomenu in smislu življenja. Opisuje kako se je s prihodom Germanov spremenil Blejski otok in cerkev Marije Device, ki stoji na njem. Blisk na otoku sreča »Golega«, s katerim se nista videla že 20 let. Vojkov prijatelj Miha, je za njegovo zadnjo željo prosil, da Vojko poišče izdajalca v hiši.

### 3. del:Poslednja oaza
Vsake toliko časa je Helmuth Wolf padal v depresivna stanja. Takrat je razmišljal o krizi v kateri so se znašli, to je kriza duha, morale, pameti … sprašuje se kaj je človek. Razmišlja o tem, da človeštvo »propada«, ker je vsega preveč. Erich, Helmutih in Inge se odpravijo do jezera, da bi šli poiskat zlato. V Grand hotelu se je Wolf srečal s hotelirko Zofko, katera mu je očitala, da je uničil slovenski narod.

### 4. del:Obiskovanja
Poveljnik Srečko je vojsko vzel resno, bil je izjemno bojevit človek. S svojo enoto je na vrh Triglav prinesel top B-1. Polkovnik Milče je čez noč postal obtoženec, a so mu prijatelji pomagali. Kasneje je sredi Pokljuke postavil gostišče, kjer so obujali partizanske spomine in se zabavali. Vojko Sever je slišal veliko pripovedi o padlih vojakih, o katerih je tudi pisal knjige. Veliko pisateljev je zaradi stroge cenzure imelo probleme z objavljanjem njihovih del, ker so bila pisana po resničnih dogodkih. Vojko se pogovarja z več pisatelji o njihovih delih katerim je vsem skupno, da so pisana po resničnih dogodkih. Josip Vidmar je bil eden prvih, ki je prebral Severjev prvi del Ukane. Bila mu je všeč, podal pa je tudi svoje pripombe, katere je Sever vzel zares. Valjhun je iz Amerike prišel na počitnice. Na Blejskem otoku je srečal Bliska s katerim sta se pogovorila. Gospa Leonora je bila žena bivšega starojugoslovanskega ministra. Z Vojkom Severjem sta imela poseben odnos, ko je Vojko bil še otrok ga ni marala, ko pa je videla, da postal dober in poznan pisatelj pa sta se začela veliko družiti in pogovarjati.

### 5. del:Lov za zakladom
Helmuth Wolf in Kniecke sta šla v Jugoslavijo, kjer sej je Wolf dobil z Alfo. Pogovarjala sta se o slabih posledicah, ki jih je pustila vojna. Pomladi si je Wolf zaželel lov na medvede, z lovcem Kavranom sta nekaj noči bila v gozdu in Wolfu je uspelo ustreliti starega, velikega medveda. Septembra pa sta Wolf in Knieck odšla na jelenov lov v Belje. Helmuth si je želel ubiti prav določenega jelena in to mu je uspelo šele šesti dan. Pred odhodom domov sta se na kosilu dobila z industrialcem Kettnerjem, ki ju je napotil v ciganski tabor, kjer jima je prerokovala ciganka Tamara. Na poti domov je Helmuth Knieckeju povedal za arhiv ki je zakopan pod hotelom. 
Helmuth je imel veliko denarja, Japonska konkurenca je začela ogrožati vso zahodno elektronsko industrijo. Helmuth ugotavlja, da je svet iz dneva v dan bolj nenormalen in da bo verjetno zelo kmalu prišla kriza civilizacije. Dobil se je z Alfo, ki mu je dal prevod tretje knjige v kateri je Helmuth glavni junak, njuni mnenji sta se zelo razlikovali. Erich in Kneicke temeljito načrtujeta kako bo Kneicke s svojo skupino šel poiskati zlato na dno jezera. Ponoči ko je bil Helmuth z mlado Anito, so Erich, Kneicke in njuna skupina našli nekaj zabojev z zlatom.

### 6. del:Daljava spomina
Zlato je varno skrito v Wolfovi vili, z njim bo sedaj lahko okrepil svoje podjetje. Z Erichom se pogovarjata kako si ga bosta razdelila ter kako bosta reorganizirala družbo. Helmuth si je zaželel samote, šel je na Aljasko v hotel k znancu Johnu Walcherju. Edina trofeja iz Aljaske ki je Wolf še ni imel je bil snežni kozel, Johnov sin Patrick ga je z letalom odpeljal v gozd do lovca Freda. Fren je Wolfu pripravil iglu, čez dva dni pa je Wolfu uspelo ustreliti kozla. V času ko je bil na Aljaski je zelo veliko razmišljal o raznih stvareh, predvsem o človeštvu, ki bi moralo držati skupaj in si ne nasprotovati. Ker je bil ravno na ameriški celini se je v New Yorku dobil z Alfo, ki mu je organiziral nekaj sestankov z ljudmi Wolfve stroke, s katerimi se je dogovarjal za sodelovanja, da bi se skupaj postavili proti japonski konkurenci. Pomladi je Wolf dobil brzojavko od gospoda Alfe, ki mu je sporočil datum razstrelitve hotela Park. Erich in Wolf sta tako kot veliko drugih ljudi, šla gledati ta dogodek. Ko so hotel zrušil je Wolf šel v hotelsko sobo, kjer se je spomnil na vse kar se je zgodilo v štirih letih vojne. Na začetku lovne sezone so Helmuth, Erich in Anita prileteli v Kenijo. Odpravili so se v safari, kjer so tudi prespali, predvsem pa so streljali na živali, kar je bilo Aniti zelo všeč. Vsi so si najbolj zapomnili dogodek s sloni, ko je Wolfa skoraj ubil slon. Ekspedicija evropske fondacije za proučevanje življenja in zaščito divjati je prišla do podnožja gore Kilimandžaro. Z njimi je bil tudi švicarski lovec Karl Weber. Vse bolj se je umikal v samoto, zbolel pa je tudi z nevarno boleznijo. Z Nikom in Severjem se je pogovarjal o strahu pred atomsko vojno. Sever je cel čas pisal impresije, svoje notranje doživljanje. Wolf in Kavran sta šla loviti jelene, pred njima je bil velik črn jelen, ki sta ga ustrelila a jima je pobegnil. Wolf je spet padel v depresijo in se odločil, da gre. Napol v omotici je peljal avto ko se je kar na enkrat nasproti pripeljal črn Ford in se čelno zletel v Wolfa, ki je umrl.

### 7. del:Pot nepremaganih
Vojko Sever je želel biti sam, šel je v lovsko kočo v Kot. V tej koči sta z ženo preživela nepozabno ljubezen. Sedel je na štor in se spominjal njenih besed imel je občutek kot, da ženina senca hodi za njim. Partizanska tovarišija je počasi razpadala, vsi so razmišljali kako bi se osvobodili in izvedli socialne spremembe. Primož je bil občutljivejši, pisal je dnevnik, ki ga je dal prebrati samo Vojku. Bil mu je všeč, a se mu je zdel črnogled. Vojko je povedal Primožu, da bo napisal četrti del Ukane, ki bo posvečen njegovi pokojni ženi. Po njeni Smrti je v Severju praznina. Jelenji ruk je najraje preživel v slavonskih gozdovih v Belju ali v Maroviću. Vsako leto je pisal nove pesmi, a z nobeno ni bil zadovoljen. 
Generalpolkovnik Dane in Vojko sta veliko časa preživela skupaj. Bila sta na Pokljuki, ogledala sta si edinstven dom Ličke divizije.

### 8. del:Usoda prihaja iz teme
Vojko se je osamil pred ljudmi, hodil je v gore, veslal je po jezeru in opustil je love. Na Blejskem otoku je novi jezernik, ki je s pomočjo Vojka ponovno oživel otok. Ljudem ni bilo všeč, kar je pisal Vojko, na začetku se s tem ni obremenjeval, po treh klicih z grožnjami pa je ugotovil, da se bo mora bolj zaščititi. Spravili so se tudi na Severjevega sina. Čez čas so se grožnje in napadi umirili. Za svojo knjigo je končno dobil založbo. Ugotovil je da je pisanje o tekočem življenju podobno obhodu čez minirano polje. Proti koncu leta je po vseh zapletih končno izšla četrta knjiga Ukane. Ko je dobil tipkopis lektorirane knjige, se je zelo razjezil, saj so mu prečrtali sedemdeset strani besedila. Sever se je uprl cenzuri. Triglavski lovci so na Velem polju poleg Krištofove lovske koče v skalo vzidali bronast spomenik, v spomin Krištofu, ki ga je vzela snežna nevihta. Vojko je napisal zadnji del Ukane s podnaslovom Enigma Alfa. Z dolgoletnim prijateljem Nikom Dolskim sta se odpeljala v Trento. Po ozki vijugasti cesti se je nasproti pripeljal tovornjak, Dolski je zavozil iz ceste v jarek. Ko sta avto spravila nazaj na cesto sta se v tišini peljala naprej. V koči je Sever vzel dnevnik in napisal pesem.